# Estadio Frei Epifânio D'Abadia
El Estadio Municipal Frei Epifânio D'Abadia, conocido popularmente como Abadião, es un estadio multiusos ubicado en la ciudad de Imperatriz, en el estado de Maranhão, en Brasil. El estadio, inaugurado en 1966, es propiedad de la prefectura de la ciudad, posee una capacidad para 12.000 personas y es el campo de la Sociedade Imperatriz de Desportos, el principal club de fútbol de la región. Además, alberga varios eventos culturales de la ciudad y de las regiones circundantes.
En el segundo semestre de 2008 comenzó una importante renovación, con la que se consiguieron mayores comodidades para los aficionados, gracias a la instalación de una nueva tribuna y un marcador electrónico, obras de urbanización, cafeterías, mejora de accesos, tribuna principal cubierta, nuevas instalaciones de televisión y radio, un elevador para discapacitados, cómodos vestuarios con una sala de calentamiento para los atletas, vestuarios masculinos y femeninos para árbitros, y un aumento en la capacidad a aproximadamente 12.000 personas, todas en butacas individuales numeradas. El sistema de iluminación consta de 32 reflectores en cada una de las cuatro torres.